# Krisztus király szobor (Guanajuato)
A Krisztus király szobor egy Jézust ábrázoló műalkotás Silao község területén, Silao és Guanajuato város között Mexikóban.
A 2700 méter magas Cubilete hegyen, 2579 méter magasságban található szobor az ország földrajzi közepét jelöli, és Mexikó egyik legfontosabb vallásos ereklyéjének számít. A 23 méter magas és több mint 80 tonnás szobrot[forrás?] 1945. december 10-én kezdték építeni, és 1949. augusztus 17-én fejezték be.
Korábban ezen a helyen egy kisebb Jézus-szobor állt, amelyet azonban Plutarco Elías Calles mexikói elnök vallás- és különösen keresztényellenes rezsimje alatt leromboltak.